# Sulcarius confluens
Sulcarius confluens là một loài tò vò trong họ Ichneumonidae.